# Tourismus in Kiribati

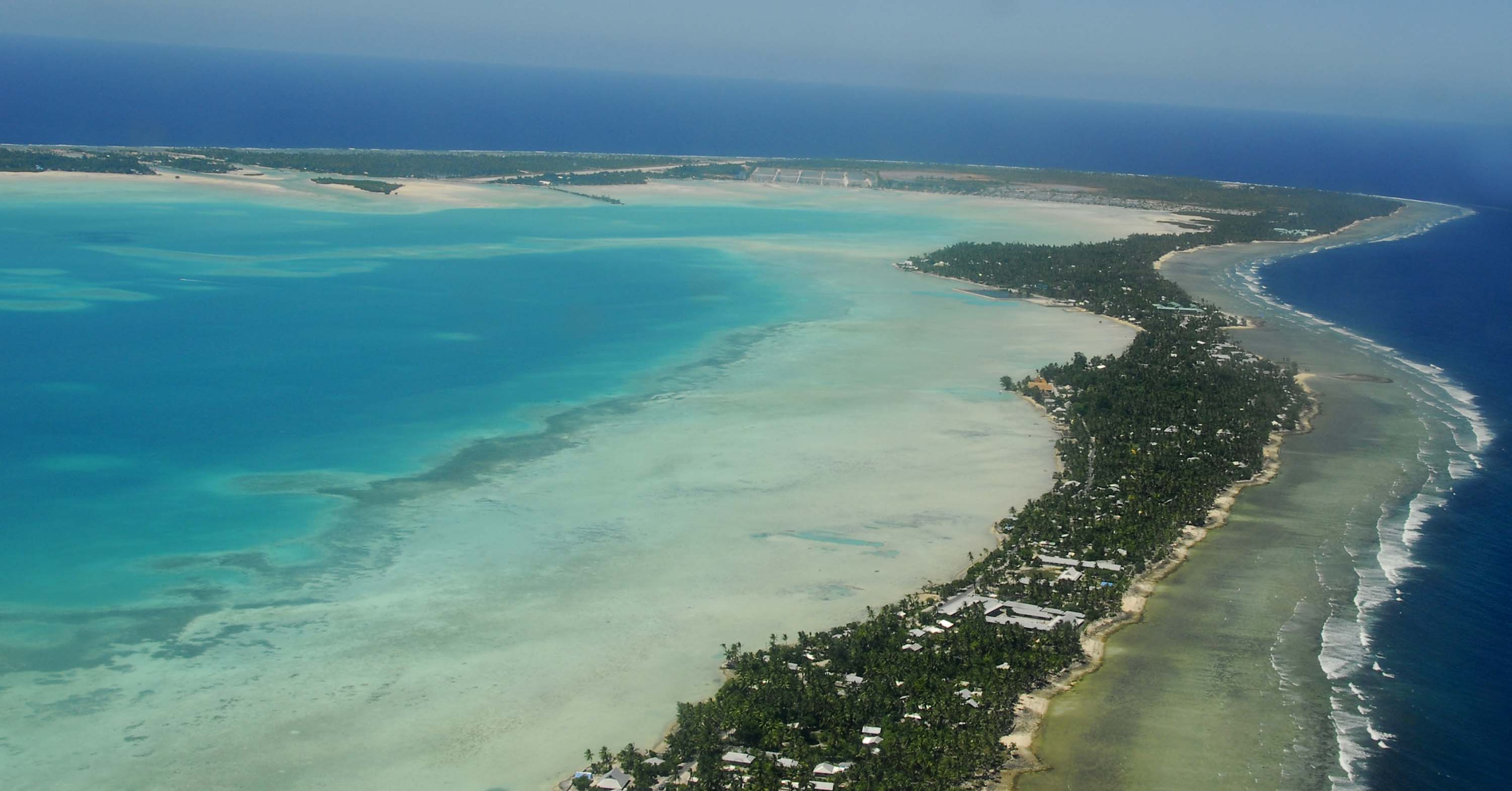
South Tarawa

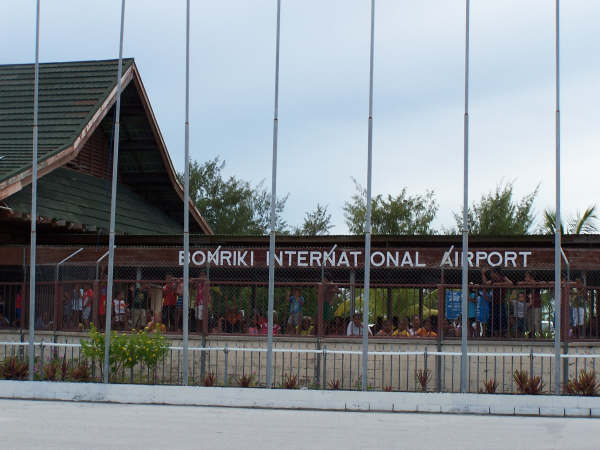
Bonriki International Airport

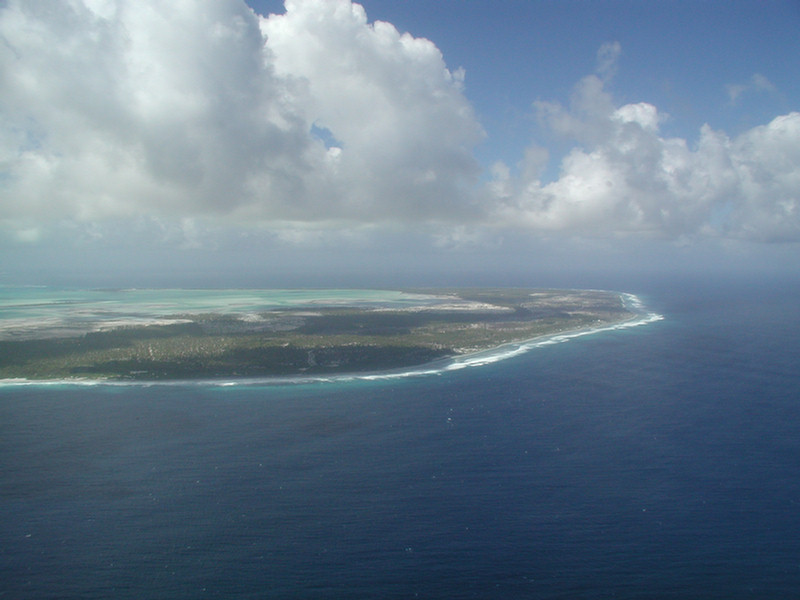
Kiritimati

Der Tourismus in Kiribati spielt eine untergeordnete wirtschaftliche Rolle. Trotz des typischen Südsee-Flairs mit Kokospalmen und Sandstränden besuchen in absoluten Zahlen nur wenige Reisende Kiribati. Laut der Weltorganisation für Tourismus (UNWTO) war Kiribati 2016, nach Tuvalu, der am zweitwenigsten besuchte Staat der Erde.
Für die Tourismusvermarktung Kiribatis ist das Kiribati National Tourism Office des Ministeriums für Information, Kommunikation, Verkehr und Tourismus zuständig. Das KNTO ist Mitglied der South Pacific Tourism Organisation.

## Statistiken
Quellen:UNWTO (Hrsg.): World Tourism Highlights 2017, UNWTO, Juli 2017 und 	
Kiribati: Country-specific: Basic indicators (Compendium) 2017 - 2021 (10.2022) 

Touristen, die im Staatsgebiet Kiribati nächtigten.
| Jahr | Besucher | Tendenz |
| ---- | -------- | ------- |
| 2021 | -        | ▬       |
| 2020 | -        | ▬       |
| 2019 | 12.000   | ▲       |
| 2018 | 9.000    | ▲       |
| 2017 | 7.500    | ▲       |
| 2016 | 5.000    | ▲       |
| 2015 | 4.250    | ▼       |
| 2014 | 5.000    | ▬       |
| 2010 | 5.000    | ▬       |

## Anreise und Transport
Die Anreise nach Kiribati ist über zwei internationale Flughäfen sowie per Schiff möglich. Der Flughafen Cassidy auf Kiritimati wird international durch Fiji Airways bedient. Der Bonriki International Airport wird zudem von Solomon Airlines und Nauru Airlines angeflogen. Nationale Verbindungen bestehen durch Air Kiribati.

## Sehenswertes

### Tarawa
Hauptinselgruppe mit der Hauptstadt South Tarawa ist Tarawa, das Teil der Gilbertinseln ist. Hier befinden sich alle wichtigen staatlichen Einrichtungen sowie Hauptsitze der größten Unternehmen des Landes. Touristisch ist das Atoll vor allem wegen seiner Strände und der Lagune sowie geschichtlich wegen der Schlacht um die Gilbertinseln interessant.

### Andere Inselgruppen
Die Line Islands und Phoenixinseln sowie die Phosphat-Insel Banaba bilden die weiteren Landesteile von Kiribati. Nur drei Inseln der Line Islands sind besiedelt, wobei auf Kiritimati mit einem internationalen Flughafen etwa 6500 Einwohner leben. Auf den Phoenixinseln sind nur knapp 20 Menschen dauerhaft, auf Kanton, beheimatet.